# Закон про іноземних агентів (Росія)

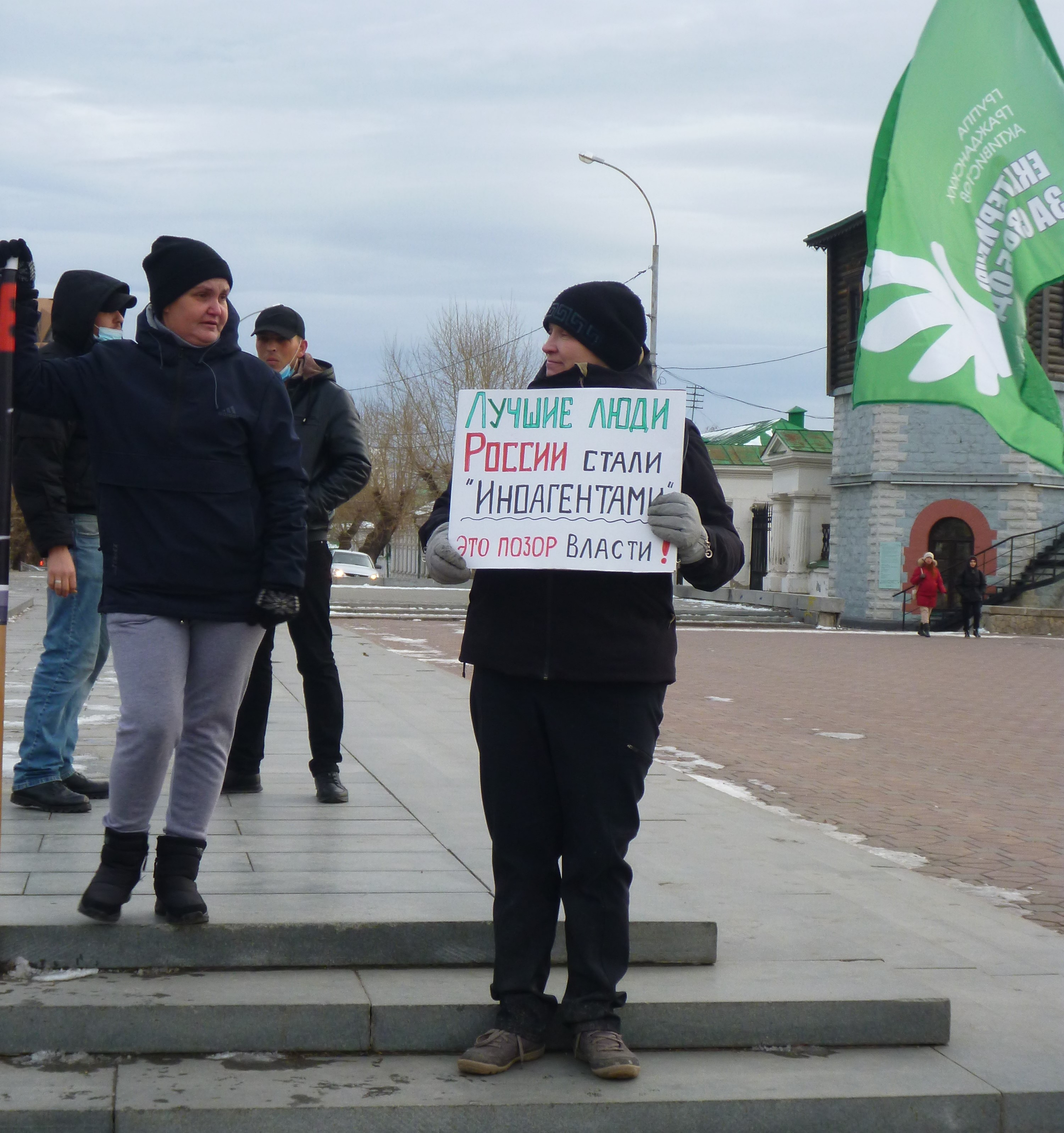
Пікет проти закону про іноземних агентів

Російський закон про іноземних агентів (рос. иностранный агент), також «іноземний агент» (скор. іноагент) — російський закон, що вимагає, щоб будь-хто, хто отримує «підтримку» з-за меж Росії, або перебуває під «впливом» з-за меж Росії, зареєструвався і оголосив себе «іноземним агентом». Після реєстрації ці особи піддаються додатковим перевіркам та зобов'язані помічати всі свої публікації відмовою від відповідальності з 24 слів, що вони поширюються «іноземним агентом».
Словосполучення «іноземний агент» в російській мові викликає асоціації зі шпигунством часів холодної війни. Закон зазнав серйозної критики як у Росії, так і на міжнародному рівні як порушуючий права людини і як інструмент, що використовується для придушення громадянського суспільства та свободи преси в Росії, особливо груп, які виступають проти Путіна.
Закон ухвалено у відповідь на протести проти повернення Путіна на пост президента на президентських виборах 2012 року та був покликаний обмежити діяльність незалежних НУО. Законопроєкт було внесено у липні 2012 року законодавцями від правлячої партії «Єдина Росія» та підписано Путіним 20 липня 2012 року. Нове законодавство складалося з низки поправок до Кримінального кодексу та законів «Про громадські об'єднання», «Про некомерційні організації» та «Про протидію легалізації доходів, отриманих злочинним шляхом, та фінансування тероризму».
Закон набрав чинності у листопаді 2012 року та активно застосовувався ФСБ з лютого 2013 року. Прихильники закону спочатку уподібнювали його до американського законодавства про лобістів, найнятих іноземними урядами. З моменту запровадження закону сфера його дії поступово розширювалася.
Путін і прибічники закону висловлюють невідповідні дійсності твердження про високу схожість закону з американським законом FARA і про більшу жорсткість останнього.